# Comuna Kumeikî
Kumeikî (în ucraineană Кумейки) este o comună în raionul Cerkasî, regiunea Cerkasî, Ucraina, formată din satele Huta Mejîrîțka și Kumeikî (reședința).

## Demografie
Componența lingvistică a comunei Kumeikî
     Ucraineană (97,5%)
     Rusă (2,5%)
Conform recensământului din 2001, majoritatea populației comunei Kumeikî era vorbitoare de ucraineană (97,5%), existând în minoritate și vorbitori de rusă (2,5%).